# Representação artística dos 47 ronin
Este anexo contem a "Representação artística dos 47 ronin" de Ako, uma história japonesa, tratada como lenda. Os eventos aconteceram entre 1701 e 1703.
Nestas imagens (uma representação artística dos acontecimentos), Matsuki Heikichi publicou a história dos 47 samurais que ficaram sem seu mestre, Asano Naganori, depois que este foi condenado a morte por praticar violência contra Kira Yoshinaka. Após a morte de Asano, os samurais tornaram-se ronin. Chūshingura é a peça teatral que retrata estes acontecimentos de 1701, onde os 47 ronin foram condenados a cometer um ritual suicída seppuku por matar um alto funcionário do Xogunato Tokugawa, Lord Kira. Eles se vingaram de Kira após pacientemente planejar por mais de um ano.

## Os 47 Ronin
| “ | Você foi um servo fiel ao seu mestre e nunca quis servir outro, mesmo perdendo sua vida, seu nome sobreviverá muito tempo como um grande soldado | ” |
|   | — Hazama Jujiro. |   |

| “ | “Uma dívida com o seu rei tem o peso da montanha Taisan. Lealdade é a mais elevada das virtudes, mas viver por ela está longe de ser fácil”. | ” |
|   | — (Junai Hidetomo). |   |

| “ | Como um velho, aguardava com expectativa, o dia das flores. Mas será difícil testemunhar o ano que virá. | ” |
|   | — (Junai Hidetomo).                                                                                      |   |